# 林直孝 (アニメ演出家)
林 直孝（はやし なおたか）は、日本の男性アニメーター、アニメーション演出家、アニメーション監督。MAGES.所属の脚本家・林直孝は同姓同名の別人。

## 参加作品

### テレビアニメ
2000年
- GEAR戦士電童（2000年 - 2001年、動画）

2002年
- 満月をさがして（2002年 - 2003年、原画）
- OVERMANキングゲイナー（2002年 - 2003年、原画）
- 真・女神転生Dチルドレン ライト&ダーク（2002年 - 2003年、原画）

2003年
- フルメタル・パニック? ふもっふ（原画）
- 君が望む永遠（原画）
- R.O.D -THE TV-（2003年 - 2004年、原画）

2004年
- げんしけん（原画）

2005年
- 創聖のアクエリオン（原画）
- トランスフォーマー ギャラクシーフォース（絵コンテ・演出）
- ハチミツとクローバー（原画）
- ガン×ソード（原画）
- 地獄少女（2005年 - 2006年、演出・原画）

2006年
- ウィッチブレイド（演出）

2007年
- ぼくらの（演出・原画）
- アイドルマスター XENOGLOSSIA（原画）
- ひぐらしのなく頃に解（原画）
- ドラゴノーツ -ザ・レゾナンス-（2007年 - 2008年、絵コンテ・演出）

2008年
- 鉄腕バーディー DECODE（絵コンテ・演出）

2009年
- 鉄腕バーディー DECODE:02（絵コンテ・演出）

2010年
- メジャー 第6シリーズ（演出）
- 伝説の勇者の伝説（原画）
- 聖痕のクェイサー（絵コンテ・演出）

2011年
- IS 〈インフィニット・ストラトス〉（絵コンテ・演出）
- 夢喰いメリー（原画）
- GOSICK -ゴシック-（原画）
- 神様のメモ帳（原画）
- 森田さんは無口。（監督・絵コンテ・演出）
- 森田さんは無口。2（監督・絵コンテ・演出）
- セイクリッドセブン（絵コンテ）

2012年
- あの夏で待ってる（原画）
- 戦姫絶唱シンフォギア（絵コンテ）
- 夏色キセキ（絵コンテ）
- 黒子のバスケ（絵コンテ・演出）
- 咲-Saki-阿知賀編 episode of side-A（2012年 - 2013年、絵コンテ）
- じょしらく（演出）
- AKB0048（原画）
- マギ The labyrinth of magic（2012年 - 2013年、シリーズ演出・絵コンテ・演出・原画・第二原画）
- ROBOTICS;NOTES（2012年 - 2013年、絵コンテ）

2013年
- マギ The kingdom of magic（2013年 - 2014年、助監督・絵コンテ・演出・演出補佐）

2014年
- 六畳間の侵略者!?（絵コンテ）
- ガールフレンド（仮）（監督）

2015年
- ガンスリンガー ストラトス（演出）
- ランス・アンド・マスクス（絵コンテ）

2016年
- ブブキ・ブランキ（絵コンテ・演出）
- ブブキ・ブランキ 星の巨人（絵コンテ・演出）
- アイドルメモリーズ（絵コンテ・演出）

2017年
- ひなこのーと（OP絵コンテ・演出）
- ID-0（絵コンテ・演出）
- 結城友奈は勇者である（絵コンテ・演出）
- Just Because!（絵コンテ・演出）

2018年
- citrus（絵コンテ）
- 刀使ノ巫女（絵コンテ）

2019年
- BanG Dream! 2nd Season（絵コンテ）
- えんどろ〜!（絵コンテ）
- ぼくたちは勉強ができない（絵コンテ）
- フルーツバスケット（絵コンテ）

2020年
- グレイプニル（演出）

2021年
- かげきしょうじょ!!（演出）
- 結城友奈は勇者である -大満開の章-（絵コンテ）

2022年
- シャドウバースF（副監督・演出）
- であいもん（絵コンテ）

2023年
- ミギとダリ（絵コンテ）
- 聖剣学院の魔剣使い（絵コンテ）

2024年
- うる星やつら（2022年版）（絵コンテ）

2025年
- 薬屋のひとりごと（絵コンテ）

### 劇場アニメ
2015年
- 心が叫びたがってるんだ。（演出）
- 蒼き鋼のアルペジオ -アルス・ノヴァ- Cadenza（絵コンテ・演出）